# 分秒世界
《分秒世界》是台灣電視公司（台視）趣味性益智猜謎節目，為台灣常態性益智電視節目的始祖，製作人陳德利，主持人傅影，內容與日本朝日電視台益智猜謎節目《Quiz TimeShock》雷同，贊助商是天梭、歐米茄等鐘錶的代理商。節目內容分為〈計時開始〉與〈時間到〉，邀請觀眾參加答題。播出期間為1973年1月22日至1980年5月31日，開播初期的播出時段為每週一至五17:55～18:20；1976年1月12日起改為每週播5集，每集10分鐘；1976年7月13日起改為每週二18:00～18:30播出，期間時段多有變動。前台視體育主播傅達仁之妻、前立法委員雷倩之母鄭正玨曾擔任提問人（旁白）。

## 提要
1973年1月22日《分秒世界》開播，是將台視趣味性益智猜謎節目《一分一秒》擴大內容，內容分為〈計時開始〉與〈時間到〉：〈計時開始〉測驗參賽者的急智，參賽者必須在一分鐘內回答12個問題，以答對題數決定獎金金額；〈時間到〉同樣是測驗急智，但有明星上場表演題目，讓觀眾在一分鐘內猜答案，獎金金額隨答題時間遞減，越早答對者獎金越高。第一集的〈時間到〉邀請孫越、石、田文仲、鄭小芬、洪流、李鳳、魯直與郭彩雲輪流表演題目。《分秒世界》開播當日17:45～18:00，中國電視公司（中視）趣味性益智猜謎節目《分秒必爭》開播，文奎製作，劉墉主持，目標觀眾群為中學生。
《分秒世界》每集開場與終了前，傅影都會複誦報名方式：用明信片寫明㈠姓名、㈡年齡、㈢住址、㈣性別、㈤就讀學校或服務單位、㈥願意參加〈計時開始〉或〈時間到〉，寄到「台北市八德路台灣電視公司《分秒世界》節目」或「台北市南京東路二段53號『再保大樓』」。
1978年，中華民國教育部表揚《分秒世界》製作人陳德利，表揚原因為《分秒世界》推行社會教育有功。

## 規則
〈計時開始〉
是在一定時間內一問一答，一題接一題連續問下去。所問的問題不但單純具有知識性，而且俏皮而出乎意料，要很機智、聰敏的人才能在短時間內對答如流。答題者坐於一個貼有天梭或歐米茄商標的大時鐘前，時鐘在1至12刻度均置一盞燈泡，秒針從12開始順時針轉。旁白提問後，參賽者必須在經過下個刻度前答題，若答對則該燈亮並響鈴一聲，答錯或沒答則不亮且不響鈴。待秒針繞了一圈（一分鐘）後結算成績，一個燈亮得固定的獎金，單集最多獎金者可繼續衛冕。
1977年10月，本單元參賽者最高衛冕次數為7次，最高衛冕獎金為新台幣一萬元。
〈時間到〉
所問的問題較長，是先設想一件事物或一個人或一個詞句，然後以正常速度朗誦有關答案的敘述。敘述分為十段，機智的觀眾常常能在敘述兩三段之後就能根據判斷帶猜測來說出答案。
本單元參賽者無最高衛冕次數之限制，參賽者在衛冕失敗之前可無限多次衛冕。1977年10月6日，國立台灣大學法商學院商學系工商管理組四年級學生鄭雍雍在本單元連續衛冕13次，累積獎金新台幣一萬兩千元，創下本節目播出8年來最高紀錄。

## 爭議
- 其中有一集的一個題目：「涇水與渭水，哪一條河流渾濁？」答案是「涇水清澈，渭水渾濁」，造成很大的爭議，引起了《中央日報》副刊的討論。